# Marginella fishhoekensis
Marginella fishhoekensis is een slakkensoort uit de familie van de Marginellidae. De wetenschappelijke naam van de soort is voor het eerst geldig gepubliceerd in 2004 door Massier.